# 正字戲
正字戲，即正音戲，又稱官音戲，名列中國國務院第1批國家級非物質文化遺產的戲曲劇種。
清代盛行於閩南、臺灣、粵東，後來只剩下粵東海陸豐地區有戲班，現在僅廣東省汕尾市代管下之陸豐市還有職業劇團。
唱唸使用中原音韻（中州話；中州韻）而得名（泉漳話和潮州话稱中原的官話系統語言為「正音」）。
陸豐正字戲的領奏胡琴是大管弦（大廣弦），搭配潮州竹弦（竹提琴）等樂器。
閩南語中的「正音」、「正音戲」現時指京劇或北管戲（京劇和北管亂彈戲也用中州韻，領奏胡琴都用通稱京胡的京劇胡琴，北管亂彈戲稱戲棚語言為官話），歷史上曾興盛的正音戲、官音戲只見於文字紀錄。
2007年，陸豐市正字戲劇團到北京參加中國非物質文化遺產珍稀劇種展演。
潮汕的潮劇和海陸豐的白字戲使用白字、白話（潮州話、海豐話），正音戲、廣東漢劇、西秦戲使用中州話（類似京劇韻白、上口字的戲棚語言），它們都是中國國家級非物質文化遺產。